# Joinville (Brasile)
Joinville è un comune e una città del Brasile nello Stato di Santa Catarina, parte della mesoregione del Norte Catarinense e della microregione di Joinville. La città venne fondata nel 1851 da immigranti tedeschi, svizzeri e norvegesi.
Prende il nome dal principe francese Francesco d'Orléans, principe di Joinville, marito dal 1843 della principessa brasiliana Francesca di Braganza, proprietaria della tenuta su cui è sorta la Joinville brasiliana. I Principi costruirono un palazzo dove vissero dopo la fondazione della loro città.
Dal 1927 la città è sede di diocesi, elevata ad arcidiocesi di Joinville nel 2024.